# Walter Hess (SS-Mitglied)
Ludwig Otto Walter Hess (* 12. Januar 1908 in Frankfurt am Main; † 8. Juni 1979 in Hofheim am Taunus) war ein deutscher SS-Hauptsturmführer und Leiter der Außenstelle Cholm des KdS Lublin.

## Leben
Walter Hess war Sohn eines Lehrers. In Frankfurt am Main besuchte er von 1914 bis 1927 Volksschule, Realschule und Gymnasium bis zum Abitur. Anschließend studierte er acht Semester Rechtswissenschaft an der Universität Frankfurt am Main. Als er 1931 die erste juristische Staatsprüfung nicht bestand, hängte er ein weiteres Semester an und verließ dann die Universität ohne einen Abschluss. In den Jahren 1932 bis 1935 verdiente er sich seinen Lebensunterhalt mit untergeordneten Tätigkeiten als Hilfsarbeiter, Posthelfer, Korrespondent und Buchhalter.
Zum 1. April 1933 trat er der NSDAP bei (Mitgliedsnummer 1.829.722). Am 6. Mai 1933 Hess in die SA eingetreten war. Am 1. Januar 1936 wurde er als Kriminalangestellter der Gestapo in Frankfurt am Main zugeteilt. Nach dem Anschluss Österreichs im Frühjahr 1938 wurde er für einen Monat von Frankfurt am Main an die Stapostelle Linz abgeordnet, wo er in der Schutzhaftabteilung eingesetzt war. Am 30. Juni 1938 wurde er Mitglied der SS (SS-Nr. 310.192). Hess wurde am 1. März 1939 zur Stapostelle Würzburg versetzt. Ab 1. April 1940 war er beim Kommandeur der Sicherheitspolizei und des SD (KdS) Lublin tätig, wo er als Leiter des Referats IV E (Spionageabwehr) eingesetzt wurde. Nach Beginn des Russlandfeldzuges 1941 wurde Hess zwei Monate lang in einem Einsatzkommando im Raum Brest-Litowsk und Pinsk tätig. Am 1. Oktober 1943 wurde er Leiter der Außenstelle Cholm des KdS Lublin. Er war an der Tötung von Juden mit Gaswagen beteiligt. Anschließend wurde er dann der Dienststelle des KdS Warschau zugeteilt und war bis zum Jahresende 1944 Verbindungsführer dieser Dienststelle zum vierten Panzerkorps. Nach dem Rückzug der Deutschen aus Polen war er im März und April 1945 noch kurze Zeit bei den Stapostellen Darmstadt und Hanau tätig.
Im Mai 1945 geriet er unter dem falschen Namen Wolfgang Heinemann in Kriegsgefangenschaft, aus der er noch im selben Monat entlassen wurde. Hess nahm in Wolfenbüttel Wohnsitz und stellte sich am 13. Juli 1945 unter Angabe seines richtigen Namens den englischen Behörden. Er blieb bis zum 2. März 1948 in Internierungshaft. In dem gegen ihn durchgeführten Spruchgerichtsverfahren wurde er durch Urteil des Spruchgerichts Benefeld vom 2. Mai 1948 zu 2 Jahren Gefängnis verurteilt, die wegen Anrechnung der Internierungshaft als verbüßt galten. Nach der Internierung war er zunächst als Hilfsarbeiter in einer Anwaltskanzlei beschäftigt, bis er schließlich am 1. April 1956 in Wiesbaden als Kriminalsekretär in den hessischen Polizeidienst eintrat. Während seiner Zeit im Polizeidienst war er auch Lehrer an der Hessischen Polizeischule in Wiesbaden-Dotzheim. Am 18. Mai 1961 wurde er aus dem Dienst entlassen. Nach einer kurzen Untersuchungshaft fand er in Wiesbaden bei einer Rechtsschutzversicherung ein bescheidenes Auskommen. Am 1. März 1973 wurde er von LG Wiesbaden wegen gemeinschaftlicher Beihilfe zum Mord zu 4 Jahren Haft verurteilt.